# Liste des villes fantômes du Montana
Cet article recense les villes fantômes du Montana, aux États-Unis.

## Liste alphabétique
- Aldridge[1]
- Alton
- Argo
- Bannack
- Barker
- Bean
- Bear Creek
- Bearmouth
- Bowler
- Cable[1]
- Carter
- Castle City
- Coburg
- Coloma
- Comertown
- Comet
- Coolidge
- Corwin[1]
- Dooley
- Electric[1]
- Elkhorn
- Ewing
- Exeter
- Fox
- Garnet
- Giltedge
- Glendale
- Gold Creek
- Granite[1]
- Hassel
- Hecla
- Hillsboro
- Independence
- Ingomar
- Jardine[1]
- Kendall
- Keystone
- Kirkville[1]
- Landusky
- Laurin
- Lonetree
- Maiden
- Mammoth
- Marysville
- Maudlow
- Melrose
- Nevada City[1]
- New Chicago[2]
- Old Chico
- Pardee
- Pioneer (comté de Beaverhead)
- Pioneer (comté de Powell)
- Pony[1]
- Red Bluff[1]
- Red Lion[1]
- Rimini
- Rockvale
- Ruby[1]
- Ruby Gulch
- Silesia
- Silver Bow
- Sixteen
- Southern Cross
- Stark
- Storrs
- Sumatra
- Taft
- Thoeny
- Tower[1]
- Vananda
- Vandalia
- Virginia City[1]
- Washoe
- Wagner
- Wickes
- Zortman